# ستيف مانداندا
ستيف مانداندا مبيدي (بالفرنسية: Steve Mandanda)‏ ، (مواليد 28 مارس 1985 في كينشاسا، زائير) هو لاعب كرة قدم فرنسي، يلعب مع ستاد رين الفرنسي في مركز حراسة المرمى و‌منتخب فرنسا لكرة القدم.

## روابط خارجية
- ستيف مانداندا على موقع الاتحاد الدولي (مؤرشف)  (الإنجليزية)
- ستيف مانداندا على موقع الاتحاد الأوربي (الإنجليزية)
- ستيف مانداندا على موقع رابطة كرة القدم الفرنسية للمحترفين (الإنجليزية)
- ستيف مانداندا على موقع إي إس بي إن إف سي (الإنجليزية)
- ستيف مانداندا على موقع قاعدة بيانات كرة القدم.إي يو (الإنجليزية)
- ستيف مانداندا على موقع ليكيب (الفرنسية)
- ستيف مانداندا على موقع ناشيونال فوتبول تيمز (الإنجليزية)
- ستيف مانداندا على موقع Soccerbase.com (لاعب) (الإنجليزية)
- ستيف مانداندا على موقع Soccerway.com (الإنجليزية)
- ستيف مانداندا على موقع عالم كرة القدم.نت (الإنجليزية)